# Sigmund Theophil Staden
Sigmund Theophil Staden (Kulmbach, 6 novembre 1607 – Nuremberg, 30 juillet 1655) est un instrumentiste, organiste, théoricien et compositeur allemand de la période baroque.

## Biographie
Staden naît à Kulmbach dans la Principauté de Bayreuth. Il est le fils de Johann Staden, le fondateur de l'école dite de Nuremberg et, élève très doué, il étudie avec lui l'orgue, le violon et la composition. Il travaille ensuite à Augsbourg avec Jacob Pauman (un élève de Lassus à Munich), entre 1620 et 1623, les claviers, le cornet à bouquin, le trombone, le basson, l'alto et la composition. Il complète sa formation avec Walter Rowe (l'aîné) à Berlin, en 1627. 
Basé à Nuremberg dès 1627, il est nommé organiste de Saint-Laurent en 1634, dépassant son père en réputation et en richesse. 
Il est le compositeur de Seelewig (1644), le premier Singspiel allemand sur un livret de Georg Philipp Harsdörffer. Les seuls autres œuvres de Staden qui survivent sont trois Friedens-Gesänge datés de 1651.
Son Rudimentum musicum (3e éd. 1648) est en usage comme manuel dans les écoles de Nuremberg.

## Discographie
- Seelewig - Ens. I Ciarlatani dir. Klaus Winkler (22-24/26 juillet 2002, CPO 999 905-2) (OCLC 810423922)
- Friedens-Seufftzer und Jubel-Geschrey - Musik für Den Westfälischen Frieden, dir. Manfred Cordes (20-27 novembre 1997, 2 CD CPO 999 571-2) (OCLC 313266835)